# Cerura menciana
Cerura menciana är en fjärilsart som beskrevs av Moore 1877. Cerura menciana ingår i släktet Cerura och familjen tandspinnare. Inga underarter finns listade i Catalogue of Life.

## Bildgalleri

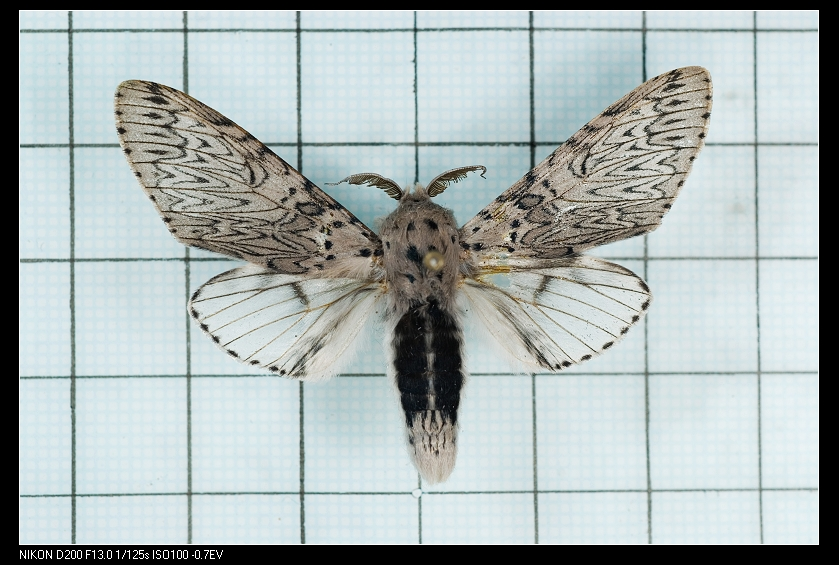